# Rituál (film, 2006)
Rituál (v anglickém originále The Wicker Man) je německo-kanadsko-americké mysteriózní filmové drama/hororový thriller, který natočil v roce 2006 režisér Neil LaBute. V hlavní roli se představí Nicolas Cage jako policista Edward Malus, který pátrá na ostrově obydleném sektou novopohanů po zmizelé dceři své ex-snoubenky Willow Woodwardové.
Jedná se o remake stejnojmenného britského snímku z r. 1973, jehož předlohou byl román Rituál z roku 1967 britského spisovatele Davida Pinnera.

## Děj
Policista Edward Malus trpí výčitkami svědomí, že nedokázal při automobilové nehodě zachránit matku s malou dcerou z hořícího automobilu.
Později ho kontaktuje jeho ex-snoubenka Willow, aby jí pomohl najít ztracenou dcerku Rowan. Edward se i přes varování svého kolegy policisty vydává na malý ostrov u pobřeží státu Washington, kde Willow žije v komunitě žijící podle starých pohanských tradic a zvyků. Vůdkyní komunity je sestra Summersisle reprezentující bohyni, kterou všichni uctívají. V populaci na ostrově dominují ženy. Ekonomika je závislá na produkci medu, která v posledních letech klesá.
Willow řekne Edwardovi, že Rowan se ztratila zde na ostrově. Domnívá se, že je pořád ještě někde tady. Myslí si, že může jít o formu trestu za její útěk na pevninu. Edward se postupně vyptává obyvatel, ale dostává pouze vyhýbavé a nejasné odpovědi. Na místním hřbitově objeví čerstvý neoznačený hrob. Uvnitř je jen ohořelá panenka, ale policista poté najde i Rowanin svetr v podzemí kostela.
Ve vesnické škole se učitelka Rose snaží neúspěšně zabránit Edwardovi, aby nahlédl do třídní knihy. Jméno je tam přeškrtnuté. Po krátké diskusi se sestrou Rose se učitelka přeřekne a na otázku, jak Rowan zemřela odpoví, že uhoří. Edward nabývá přesvědčení, že je stále naživu. Willow mu prozradí, že Rowan je jejich společná dcera. V den obřadu plodnosti Edward horečně hledá ve vesnici Rowan. Převlečený do medvědího obleku se připojí k průvodu vedeného sestrou Summersisle, který končí v místě obřadu.
Rowan je přivázána k pahýlu stromu, který má být spálen. Edward ji zachrání a spolu utíkají lesem, ale Rowan ho vede oklikou zpět k sestře Summersisle. Sestra Summersisle jí děkuje za pomoc a teprve teď si Edward uvědomuje, že pátrání po ní bylo zinscenované. Willow je dcerou sestry Summersisle. Edwarda nalákala na ostrov jako lidskou oběť, která bude upálena pro zajištění plodnosti a úrody. Obětí musí být cizinec, který je s nimi pokrevně spřízněn, což Edward splňuje dokonale. Vesničané ho svážou, zlámou mu obě nohy, aby nemohl utéct a dotáhnou k obrovské dřevěné konstrukci ve tvaru proutěného muže, kde je uzavřen společně s několika zvířaty, která mají být také obětována. Willow podá Rowan pochodeň a posílá ji zapálit proutěného muže. Edward na ni křičí, aby to nedělala, ale děvčátko to nebere na vědomí a konstrukci podpálí. Edward Malus uvnitř uhoří za pokřiku obyvatelek ostrova – trubec musí zemřít! 
Na konci filmu, který se odehrává o šest měsíců později, se dvě dívky, obyvatelky ostrova, vydají do amerického města do jednoho baru. K jedné z nich si přisedne mladý čerstvý absolvent policejní akademie. Dívka ho svádí a vyzvídá, co bude dělat, až z baru odejde. On jí odpoví, že půjde do svého bytu a dívka se jej zeptá, zda by ji tam nevzal s sebou. V mysli jí hraje bzukot včel a řev upalované oběti, potřebuje jej svést a otěhotnět s ním, aby byl s nimi pokrevně spřízněn a byl tím pádem dalším vhodným kandidátem na oběť v proutěném muži pro případ neúrody. 

## Obsazení
- Nicolas Cage jako Edward Malus, policista
- Ellen Burstynová jako sestra Summersisle, vůdkyně sekty a matka Willow
- Kate Beahan jako sestra Willow Woodwardová, Edwardova ex-snoubenka
- Leelee Sobieski jako sestra Honey
- Frances Conroy jako dr. T.H. Mossová
- Molly Parker jako sestra Rose / sestra Thorn
- Diane Delano jako sestra Beech
- Mary Black jako sestra Oak
- Christine Willes jako sestra Violet
- Erika Shaye Gair jako Rowan Woodwardová, dcera Willow
- Michael Wiseman jako policista Pete
- David Purvis jako Ivy
- Sophie Hough jako Daisy
- Sam Velasquez jako "Whitey"
- Matthew Walker jako pilot hydroplánu
- James Franco jako chlápek v baru
- Jason Ritter jako chlápek v baru
- Christa Campbell jako číšnice v motorestu